# Kenai Mountains
Die Kenai Mountains sind ein Gebirgszug der pazifisch nordamerikanischen Küstengebirge auf der Kenai-Halbinsel des  US-Bundesstaats Alaska. 
Sie erstrecken sich über 230 km in nordsüdlicher und 430 km in Ost-West-Richtung von der Südspitze der Halbinsel bis zu den Chugach Mountains und bedecken eine Fläche von 26.512 km². Der höchste Berg ist der Truuli Peak mit 2015 m.
Das Sargent und das Harding Icefield liegen in den Kenai Mountains. Viele Gletscher, wie der Bear- oder der Exit-Gletscher, haben in diesen Inlandseismassen ihr Nährgebiet. Das Schmelzwasser fließt unter anderem über die Flüsse Kenai, Russian und Resurrection zum Golf von Alaska, dem Cook Inlet oder dem Prince William Sound.

## Berge der Kenai Mountains
| - Truuli Peak (2015 m) - Isthmus Peak (1991 m) - Peak 6500 (1981 m) | - Andy Simons Mountain (1953 m) - McCarty Peak (1951 m) - Sheep Mountain (1922 m) |